# 泰安抗日烈士公墓
泰安抗日烈士公墓，位于山东省泰安市岱岳区祝阳镇。是中华人民共和国山东省省级文物保护单位之一。
2015年，列入第五批山东省文物保护单位，该文物保护单位分类为抗战遗址、纪念设施。